# F55 (Paralympics)
F55 ist eine Startklasse der paralympischen Sportarten für Sportler in der Leichtathletik. Die Zugehörigkeit von Sportlern zur Startklasse ist wie folgt skizziert:
„Beeinträchtigung der Muskelkraft oder der passiven Beweglichkeit. Athleten haben keine Bein- und Hüftfunktionen. Fast vollständige bis volle Muskelfunktionen im Rumpf und eine gute Sitzbalance, gute Funktion von Schultern und Armen.“
Die Klasseneinteilung kennzeichnet den wettbewerbsrelevanten Grad der funktionellen Behinderung eines Sportlers. Leichtathleten in den Klassen T51–T54 und F51–F57 gehören zu den Athleten mit: „Beeinträchtigung der Muskelkraft oder der passiven Beweglichkeit. (Querschnittlähmung, Kinderlähmung, sonstige Muskelschwäche, Amputation, Fehlwuchs von Gliedern und Gleichgestellte)“. Niedrige Klassenziffern zeigen einen höheren Grad der Beeinträchtigung an als hohe Klassenziffern. Alle Sportler starten sitzend im Rollstuhl oder Wurfstuhl. Der Grad der Beeinträchtigung des Sportlers in Wettbewerben erhöht sich mit sinkenden/niedrigen Klassenziffern von F57 nach F51.
Die Klasse F55 enthält Athleten mit fehlenden Funktionen ab der Hüfte abwärts:
- Athleten mit Hüftexartikulation,
- vollständige Querschnittlähmung im Bereich der unteren Brustwirbelsäule

Eine Klasse T55 existiert nicht.